# Prime League 2017
Die Prime League 2017 war die 21. Spielzeit der singapurischen Reserve-Fußballliga seit ihrer Gründung im Jahr 1997 gewesen. Die Saison begann am 5. März und endete am 27. August 2017. Titelverteidiger war die Home United Reserve.

## Modus
Die Vereine spielen ein Dreirundenturnier aus, womit sich insgesamt 21 Spiele pro Mannschaft ergeben. Aufgrund der ungeraden Mannschaftsanzahl pausiert pro Spieltag je eine Mannschaft. Es wird nach der 3-Punkte-Regel gespielt (drei Punkte pro Sieg, ein Punkt pro Unentschieden). Die Tabelle wird nach den folgenden Kriterien bestimmt:
1. Anzahl der erzielten Punkte
2. Tordifferenz aus allen Spielen
3. Anzahl Tore in allen Spielen

Einen Abstieg gibt es nicht.

## Teilnehmer
| Verein                        | Beheimatet in, Distrikt   | Stadion               |
| ----------------------------- | ------------------------- | --------------------- |
| NFA Reds U-18                 | ?                         | Yishun Stadium        |
| Balestier Khalsa Reserve      | Toa Payoh, Central        | Toa Payoh Stadium     |
| NFA Blues U-17                | ?                         | Woodlands Stadium     |
| Geylang International Reserve | Bedok, South East         | Bedok Stadium         |
| Home United Reserve           | Bishan, Central           | Bishan Stadium        |
| Hougang United Reserve        | Hougang, North East       | Hougang Stadium       |
| Tampines Rovers Reserve       | Tampines, North East      | Jurong West Stadium   |
| Warriors FC Reserve           | Choa Chu Kang, North West | Choa Chu Kang Stadium |

## Tabelle
| Pl. | Verein                        | Sp. | S  | U | N  | Tore    | Diff. | Punkte |
| --- | ----------------------------- | --- | -- | - | -- | ------- | ----- | ------ |
| 1.  | Home United Reserve (M)       | 21  | 13 | 5 | 3  | 051:220 | +29   | 44     |
| 2.  | Hougang United Reserve        | 21  | 12 | 4 | 5  | 046:280 | +18   | 40     |
| 3.  | Geylang International Reserve | 21  | 10 | 7 | 4  | 036:330 | +3    | 37     |
| 4.  | Warriors FC Reserve           | 21  | 10 | 4 | 7  | 042:340 | +8    | 34     |
| 5.  | NFA Reds U-18                 | 21  | 6  | 6 | 9  | 038:360 | +2    | 24     |
| 6.  | NFA Blues U-17                | 21  | 7  | 3 | 11 | 048:600 | −12   | 24     |
| 7.  | Tampines Rovers Reserve       | 21  | 4  | 5 | 12 | 032:450 | −13   | 17     |
| 8.  | Balestier Khalsa Reserve      | 21  | 4  | 2 | 15 | 022:570 | −35   | 14     |

| Zum Saisonende 2017:           |                                          |
| Singapurischer Reserve-Meister |                                          |
|                                |                                          |
| Zum Saisonende 2016:           |                                          |
| (M)                            | Amtierender Meister: Home United Reserve |